# 11248 Blériot
11248 Blériot è un asteroide della fascia principale. Scoperto nel 1977, presenta un'orbita caratterizzata da un semiasse maggiore pari a 2,1834777 au e da un'eccentricità di 0,0723244, inclinata di 4,02233° rispetto all'eclittica.
L'asteroide è dedicato all'aviatore francese Louis Blériot.